# Комора доктора стоматологије Републике Српске
Комора доктора стоматологије Републике Српске је самостална професионална организација доктора стоматологије у Републици Српској.

## Оснивање
Народна скупштина Републике Српске је 9. новембра 2001. године донијела Закон о Здравственој комори Републике Српске на основу којег је формирана јединствена Здравствена комора Републике Српске коју су чинила три вијећа: Вијеће доктора медицине, Вијеће доктора стоматологије и Вијеће дипломираних фармацеута. Након нешто више од годину дана приступило се њеној трансформацији у три засебне коморе. Дана 9. априла 2003. донесен је нови Закон о здравственим коморама на основу којег су формиране три засебне коморе: Комора доктора медицине, Комора доктора стоматологије и Фармацеутска комора.
Комора доктора стоматологије Републике Српске је основана 27. септембра 2003. године. Органи коморе су: Скупштина, предсједник, Извршни одбор, Надзорни одбор и Суд части. У оквиру Коморе дјелује и 10 комисија из области њеног дјелокруга.

## Дјелатност
Дјелатност Коморе доктора стоматологије Републике Српске је усмјерена нарочито на:
- издавање увјерења за обављање професионалне дјелатности (лиценце);
- провјеравање знања и компетентности чланова да се баве својом професијом;
- вођење именика чланова Коморе;
- доношење и усавршавање деонтолошког и етичког кодекса;
- контролисање деонтолошког и етичког нивоа чланова;
- организовање Суда части и утврђивање дисциплинске одговорности чланова;
- унапређење квалитета стоматолошке заштите;
- утврђивање цијена стоматолошких услуга и уговарање истих са Фондом здравственог осигурања Републике Српске;
- покретање иницијативе за доношење или измјену закона и других прописа из области здравствено-стоматолошке заштите;
- давање мишљења на нацрте и предлоге закона и других прописа из области здравствено-стоматолошке заштите;
- давање мишљења надлежном органу на: план и програм специјализације, план и програм приправничког стажа и стручног испита, планове стручног усавршавања, план уписа студената на студиј стоматологије, план мреже стоматолошких установа, краткорочне и дугорочне планове развоја стоматолошке заштите;
- изградњу система надзора над стручним и етичким радом чланова, односно осигурање система квалитета рада, путем својих комисија и Суда части;
- давање предлога за добијање звања примаријус и других признања и награда;
- заштиту професионалних и материјалних интереса својих чланова, заштиту угледа и достојанства професије;
- сарадњу са Министарством здравља и социјалне заштите, здравствено-санитарном инспекцијом, Фондом здравственог осигурања, удружењима стоматолога и слично;
- издавачку дјелатност.